# Cmentarz Prosecki
Cmentarz Prosecki (cz. Prosecký hřbitov) – cmentarz położony w stolicy Czech w dzielnicy Praga 9 (Prosek) przy ulicy Čakovickiej 280.

## Historia
Został założony po likwidacji cmentarza przy kościele św. Wacława na Proseku, dzieli się na dwie części, starszą i nową. Pośrodku starszej części znajduje się wielki żelazny krzyż z napisem „Věnoval Bedřich rytíř Frey 28. 9. 1896”. W 1999 roku na cmentarzu było pochowanych 10 045 osób w 96 grobowcach, 2294 tradycyjnych grobów, 480 pochówków urnowych oraz 100 urn w kolumbarium. W 2010 roku zakończono całkowitą przebudowę muru cmentarnego.